# Briis-sous-Forges
Briis-sous-Forges és un municipi francès, situat al departament de l'Essonne i a la regió de Illa de França. L'any 2007 tenia 3.352 habitants.
Forma part del cantó de Dourdan, del districte de Palaiseau i de la Comunitat de comunes del País de Limours.

## Demografia

### Població
El 2007 la població de fet de Briis-sous-Forges era de 3.352 persones. Hi havia 1.163 famílies, de les quals 268 eren unipersonals (100 homes vivint sols i 168 dones vivint soles), 288 parelles sense fills, 523 parelles amb fills i 84 famílies monoparentals amb fills.
La població ha evolucionat segons el següent gràfic:
Habitants censats

### Habitatges
El 2007 hi havia 1.238 habitatges, 1.170 eren l'habitatge principal de la família, 31 eren segones residències i 37 estaven desocupats. 994 eren cases i 164 eren apartaments. Dels 1.170 habitatges principals, 897 estaven ocupats pels seus propietaris, 224 estaven llogats i ocupats pels llogaters i 49 estaven cedits a títol gratuït; 85 tenien una cambra, 79 en tenien dues, 133 en tenien tres, 200 en tenien quatre i 674 en tenien cinc o més. 925 habitatges disposaven pel capbaix d'una plaça de pàrquing. A 393 habitatges hi havia un automòbil i a 668 n'hi havia dos o més.

### Piràmide de població
La piràmide de població per edats i sexe el 2009 era:
| Homes | Edats   | Dones |
| ----- | ------- | ----- |
| 0     | 95 o +  | 0     |
| 4     | 90 a 94 | 8     |
| 20    | 85 a 89 | 40    |
| 4     | 80 a 84 | 28    |
| 12    | 75 a 79 | 52    |
| 36    | 70 a 74 | 28    |
| 24    | 65 a 69 | 36    |
| 80    | 60 a 64 | 60    |
| 136   | 55 a 59 | 104   |
| 112   | 50 a 54 | 128   |
| 108   | 45 a 49 | 112   |
| 120   | 40 a 44 | 104   |
| 156   | 35 a 39 | 160   |
| 116   | 30 a 34 | 120   |
| 108   | 25 a 29 | 116   |
| 92    | 20 a 24 | 68    |
| 100   | 15 a 19 | 116   |
| 168   | 10 a 14 | 124   |
| 132   | 5 a 9   | 140   |
| 88    | 0 a 4   | 76    |

## Economia
El 2007 la població en edat de treballar era de 2.189 persones, 1.607 eren actives i 582 eren inactives. De les 1.607 persones actives 1.541 estaven ocupades (800 homes i 741 dones) i 66 estaven aturades (33 homes i 33 dones). De les 582 persones inactives 155 estaven jubilades, 260 estaven estudiant i 167 estaven classificades com a «altres inactius».

### Ingressos
El 2009 a Briis-sous-Forges hi havia 1.142 unitats fiscals que integraven 3.157,5 persones, la mediana anual d'ingressos fiscals per persona era de 26.902 €.

### Activitats econòmiques
Dels 128 establiments que hi havia el 2007, 3 eren d'empreses extractives, 1 d'una empresa alimentària, 2 d'empreses de fabricació de material elèctric, 3 d'empreses de fabricació d'altres productes industrials, 27 d'empreses de construcció, 19 d'empreses de comerç i reparació d'automòbils, 7 d'empreses de transport, 6 d'empreses d'hostatgeria i restauració, 2 d'empreses d'informació i comunicació, 4 d'empreses financeres, 8 d'empreses immobiliàries, 24 d'empreses de serveis, 15 d'entitats de l'administració pública i 7 d'empreses classificades com a «altres activitats de serveis».
Dels 41 establiments de servei als particulars que hi havia el 2009, 1 era una oficina de correu, 1 una oficina bancària, 1 taller de reparació d'automòbils i de material agrícola, 1 autoescola, 3 paletes, 6 guixaires pintors, 1 fusteria, 5 lampisteries, 5 electricistes, 4 empreses de construcció, 3 perruqueries, 6 restaurants, 3 agències immobiliàries i 1 saló de bellesa.
Dels 7 establiments comercials que hi havia el 2009, 1 era una botiga de més de 120 m², 1 una botiga de menys de 120 m², 1 una fleca, 1 una carnisseria, 2 llibreries i 1 una joieria.
L'any 2000 a Briis-sous-Forges hi havia 8 explotacions agrícoles que ocupaven un total de 380 hectàrees.

## Equipaments sanitaris i escolars
El 2009 hi havia 1 hospital de tractaments de curta durada, 1 hospital de tractaments de mitja durada (seguiment i rehabilitació i 1 farmàcia.
El 2009 hi havia 1 escola maternal i 1 escola elemental. Briis-sous-Forges disposava d'un col·legi d'educació secundària amb 461 alumnes.

## Poblacions més properes
El següent diagrama mostra les poblacions més properes.